# Paulette Cooper
Paulette Marcia Cooper is een Amerikaanse schrijver. Zij is onder meer bekend van haar activisme tegen de Scientology-beweging en de jarenlange vervolging door Scientology als gevolg daarvan. Van Coopers boeken zijn meer dan een half miljoen exemplaren verkocht.

## Vroege jaren
In tegenstelling tot wat eerder is gepubliceerd is Paulette Cooper (geboren Bucholc) niet in Auschwitz, maar op 26 juli 1942 in Antwerpen, België, geboren. Vier dagen daarvoor was haar vader Chaïm Bucholc, door de nazi’s gearresteerd. Omdat hij een Poolse immigrant was, kon hij direct op een transport naar Auschwitz worden gezet.  Drie maanden na de arrestatie van haar man werd ook Paulettes moeder gearresteerd en op transport gezet. Vrienden en familie hebben vervolgens de twee zusjes (Suzy en Paulette) opgenomen en zijn ze op diverse (onderduik) adressen onder gebracht. In de zomer van 1943 werden de zusjes gearresteerd. Wederom kwamen de vrienden van de ouders in actie en hebben zij  Sturmbannführer Philipp Schmitt omgekocht. Later bleek dat de meisjes al op transportlijst 21 naar Auschwitz stonden. 
De zusjes werden nu in diverse weeshuizen ondergebracht. Uiteindelijk is het oudste zusje Suzy door een tante geadopteerd. Paulette verbleef tot augustus 1948 in weeshuizen.
Ergens in 1948 kwam in New York, de zus van de beheerder van het weeshuis, het kinderloze  echtpaar Ted en Stella Cooper tegen die de adoptie van Paulette in gang zette. De tante heeft dit, zonder resultaat, getracht tegen te houden. Uiteindelijk ging Paulette op 18 augustus 1948 op zesjarige leeftijd, bij de Coopers wonen.
Toen ze acht jaar was verkreeg ze de Amerikaanse nationaliteit.
Nadat zij haar studie psychologie met een masterdiploma had afgesloten, begon zij in 1968 als freelance auteur. Vanwege haar eerdere studie naar vergelijkende religies aan de Harvard University, raakte ze geïnteresseerd in religieuze sekten. Ze begon een studie naar Scientology/Dianetics in 1968 teneinde erover te kunnen schrijven.

## Conflict met Scientology

### BoekThe Scandal of Scientology
Coopers conflict met Scientology begon in 1970 toen Scientology een klacht tegen haar indiende bij een Britse rechtbank, vanwege een artikel van Cooper dat in het Londense tijdschrift Queen verschenen was. Een uitgebreide versie daarvan, haar eerste boek The Scandal of Scientology verscheen in 1971; het was een kritische samenvatting van de activiteiten en geloofsovertuigingen van Scientology.
Het boek zorgde voor nog meer negatieve aandacht van leden van Scientology. In hetzelfde jaar werd een tweede rechtszaak in Los Angeles bij het Superior Court tegenhaar aangespannen door Scientology.
Meer rechtszaken en tegenaanklachten volgden in de loop der jaren. In totaal werden negentien rechtszaken vanuit de hele wereld van Scientology tegen Cooper ingediend. Drie tegenaanklachten werden door Cooper ingediend.

## Algemeen
Cooper heeft in totaal veertien boeken over een breed spectrum aan thema's geschreven (zie ook onderstaande Bibliografie).
Ze is getrouwd met de televisieproducent Paul Noble. Zij leven 's winters in Palm Beach, Florida en 's zomers in Fire Island, New York. Het stel heeft vier boeken samen geschreven.

## Onderscheiding
In 1992 kreeg Cooper van de American Society of Journalists and Authors de hoogste onderscheiding, de Conscience-in-Media Award.